# It Takes a Thief (Album)
It Takes a Thief ist das 1994 erschienene Debütalbum des US-amerikanischen Rappers Coolio. Der bekannteste Song des Albums ist Fantastic Voyage.

## Entstehungsgeschichte
Coolio verließ die Gruppe WC & The Maad Circle, da er dort eine eher unbedeutende Rolle im Hintergrund gespielt hatte. Die Formation war zu diesem Zeitpunkt wegen eines bestehenden Plattenvertrages an Priority Records gebunden. Da sich Coolio jedoch nicht vertraglich an diese gebunden hatte, konnte er zusammen mit WC an seinem Soloalbum arbeiten.
Für die Themen Arbeitslosigkeit, Drogen, Gewalt und Obdachlosigkeit wurden Produktionen verwendet, die zumeist an Funk und Soul der 70er Jahre, aber auch an den Old-School-Hip-Hop erinnern.

## Titelliste
1. Fantastic Voyage
2. County Line
3. Mama I’m in Love With a Gangsta (featuring LeShaun)
4. Hand on My Nutsac
5. Ghetto Cartoon
6. Smokin’ Stix
7. Can-O-Corn
8. U Know Hoo! (featuring WC)
9. It Takes a Thief
10. Bring Back Somethin For da Hood
11. N da Closet
12. On My Way to Harlem
13. Sticky Fingers
14. Thought You Knew
15. Ugly Bitches
16. I Remember (featuring J-Ro and Billy Boy)

## Singleauskopplungen

### Fantastic Voyage
Die Auskopplung Fantastic Voyage (engl. „Fantastische Reise“) ist eine der erfolgreichsten Singles Coolios. Im Lied geht es darum, sich einfach mal zurückzulehnen und sich auf eine fantastische Reise zu begeben. Gerade wegen dieses Songs wird Coolio oft als einer der Vertreter des G-Funks bezeichnet. 1994 wurde das Stück bei den MTV Video Music Awards und 1995 bei den Grammys für den besten Rap-Solo-Song nominiert. Das Lied enthält mit der Textzeile „There ain't no blood, there ain't no crippin', ain't no punk ass niggas set trippin … and it really don't matter if you're white or black.“ eine deutliche Absage an den Gangsta-Rap, den Coolio aber auf der Platte dennoch hochleben lässt.
Die Singleauskopplung war in den USA ein Erfolg. Sie erreichte Platz zwei der Hot-Rap-Singles und wurde mit Platin ausgezeichnet. In Deutschland erreichte die Single Platz 91 der Charts.

### County Line
Das Lied kritisiert das Wohlfahrtssystem in den USA. County Line erreichte Platz 26 der Hot Dance Music/Maxi-Singles Sales und Platz 27 der Hot-Rap-Singles.

### Mama I’m in Love with a Gangsta
Im Lied Mama I’m in Love with a Gangsta geht es um eine Frau, die einen Mann liebt, der scheinbar ein Verbrecher ist. Das Lied wurde auch als Single ausgekoppelt und erreichte Platz 49 der Hot-Rap-Singles.

### It Takes a Thief
Das Titellied wurde auch ausgekoppelt und erreichte Platz drei der Billboard Hot 100.

### I Remember
In dem Lied I Remember geht es um die „guten alten Zeiten“. Coolio und zwei andere Rapper erzählen von Kindheitserlebnissen. I Remember erreichte Platz #83 der Hot R&B/Hip-Hop Singles & Tracks und Platz 48 der Hot-Rap-Singles.

## Rezeption

### Rezensionen
„So finster die Themen wie Arbeitslosigkeit, Obdachlosigkeit, Gewalt und Drogen auch sind, Coolio schildert sie mit einigem Humor (in der Ich-Form) und großartigem HipHop. Musikalische Referenzen an den 70er Soul, Funk- und Jazz-Groove bis zur Old-School, arbeitet Coolio in lockere Swing-Beats und funky Bass- und Gitarrenläufe ein.“

### Charts und Chartplatzierungen
| ChartsChartplatzierungen       | Höchstplatzierung | Wochen |
| ------------------------------ | ----------------- | ------ |
| Vereinigtes Königreich (OCC)   | 67 (1 Wo.)        | 1      |
| Vereinigte Staaten (Billboard) | 8 (30 Wo.)        | 30     |

### Auszeichnungen für Musikverkäufe
| Land/Region               | Auszeichnungen für Musikverkäufe (Land/Region, Auszeichnung, Verkäufe) | Verkäufe  |
| ------------------------- | ---------------------------------------------------------------------- | --------- |
| Kanada (MC)               | Gold                                                                   | 50.000    |
| Vereinigte Staaten (RIAA) | Platin                                                                 | 1.000.000 |
| Insgesamt                 | 1× Gold · 1× Platin ·                                                  | 1.050.000 |